# Corasterinae
De Corasterinae zijn een onderfamilie van uitgestorven Aeropsidae, een familie van zee-egels (Echinoidea) uit de orde Spatangoida.

## Geslachten
- Coraster Cotteau, 1886 †
- Cordastrum Nisiyama, 1968 †
- Cottreaucorys Lambert, 1920 †
- Homoeaster Pomel, 1883 †
- Lambertiaster Gauthier, 1892 †
- Orthaster Moskvin, 1982 †
- Physaster Pomel, 1883 †